# Pakiet telekomunikacyjny
Pakiet telekomunikacyjny (pot. pakiet, ramka) – sformatowana jednostka informacji przesyłana poprzez sieć wykorzystującą komutację pakietów. Sieci, które nie obsługują przesyłania pakietów, takie jak np. tradycyjne połączenia modemowe lub połączenia CSD w sieci komórkowej, transmitują dane jako strumień bitów.
Pakiet telekomunikacyjny składa się z nagłówka i obszaru danych. Nagłówek pakietu zawiera informacje wymagane do przesłania pakietu od nadawcy do odbiorcy, natomiast obszar danych to właśnie konkretne dane, które mają zostać przesłane za pomocą tego pakietu. Można się tutaj posłużyć analogią do listu, gdzie nagłówek jest kopertą, a obszar danych tym, co nadawca włożył do koperty. Ponadto kopert jest zazwyczaj wiele z uwagi na wielowarstwową strukturę pakietu telekomunikacyjnego (zob. model OSI).
Wszystkie dane w określonej sesji, które mają być przesłane poprzez sieć, dzielone są na serię pakietów. W niektórych rodzajach sieci pakiety składające się na sesję nie muszą być przesyłane tą samą trasą (zob. trasowanie). Wiele architektur sieci nie zapewnia mechanizmów zapobiegających utracie pakietów, duplikacji lub ogólnie nieprawidłowemu dostarczaniu pakietów. Możliwe jest jednak umieszczenie protokołu transportowego w warstwie powyżej protokołu pakietowego, który udostępnia takie zabezpieczenia. Przykładem takiego typu protokołu transportowego jest TCP.
Niektóre systemy oparte na pakietach wymagają przygotowania połączenia przed wysyłaniem pakietów. Z tego względu wprowadza się rozróżnienie pomiędzy tymi pojęciami. Inne, jak na przykład protokół IP, nie wymagają żadnych przygotowań – w takim przypadku terminów pakiet i datagram używa się zamiennie.